# エチオニン
エチオニン(Ethionine)は、構造的にメチオニンに類似する異常アミノ酸の一種である。メチオニンのメチル基がエチル基に置き換わっている。
エチオニンは代謝されず、メチオニンのアンタゴニストとして働く。アミノ酸のタンパク質への取り込みを阻害し、細胞のATP利用を妨げる。これらの効果のため、エチオニンは非常に高い毒性を持ち、強力な発癌性物質である。